# August 2003
Portal Geschichte | Portal Biografien | Aktuelle Ereignisse | Jahreskalender | Tagesartikel

◄ |
20. Jahrhundert |
21. Jahrhundert

◄ |
1970er |
1980er |
1990er |
2000er
| 2010er | 2020er | 2030er | ►

◄ |
1999 |
2000 |
2001 |
2002 |
2003
| 2004 | 2005 | 2006 | 2007 | ►

◄ |
Mai 2003 |
Juni 2003 |
Juli 2003 |
August 2003 |
September 2003 |
Oktober 2003 |
November 2003 |
►
Dieser Artikel behandelt tagesbezogene Nachrichten und Ereignisse im August 2003.

## Tagesgeschehen

### Freitag, 1. August 2003
- Mosdok/Russland: Bei einem Bombenanschlag auf ein Militärkrankenhaus in der zur südrussischen Republik Nordossetien gehörenden Stadt Mosdok kommen mindestens 40 Menschen ums Leben. Die Behörden gehen davon aus, dass Tschetschenen für den Anschlag verantwortlich sind.[1]

### Samstag, 2. August 2003
- New York/Vereinigte Staaten: Die Vereinten Nationen billigen den Einsatz einer Friedenstruppe in Liberia. Die USA geraten dabei wegen ihrer Forderung in die Kritik, ihre Soldaten von der möglichen Verfolgung wegen Kriegsverbrechen auszunehmen. Der Einsatz der UN-Truppen führt zum Rücktritt des liberianischen Präsidenten Charles Taylor, der schließlich nach Nigeria ins Exil geht und so den Weg für eine Friedenslösung in Liberia freimacht.

### Sonntag, 3. August 2003
- Pakistan: Im pakistanischen Teil Kaschmirs kommen bei einer Serie von Bombenanschlägen mindestens 52 Menschen ums Leben, 150 werden verletzt.

### Montag, 4. August 2003
- Deutschland: SPD und Grüne einigen sich auf die Eckpunkte zur Reform der Gemeindefinanzen, die die Kommunen im nächsten Jahr um 4,5 Milliarden Euro entlasten soll. Die Reform sieht u. a. die Ausweitung der Gewerbesteuer für Freiberufler vor.
- Portugal: An mehreren Orten in Portugal brennt der Wald. Die Behörden geben derzeit 72 Waldbrände an, die bereits mehr als 100 km² Wald vernichtet haben.
- Seoul/Südkorea: Der Manager des Hyundai-Konzerns, Chung Mon Hung, hat sich durch einen Sprung aus seinem Bürofenster selbst getötet. Er war durch die Verwicklung in einen Skandal unter Druck geraten.

### Dienstag, 5. August 2003
- Jakarta/Indonesien: in der indonesischen Hauptstadt sind bei einem Anschlag auf das Marriott Hotel in Jakarta mindestens 13 Menschen gestorben.

### Mittwoch, 6. August 2003
- Elfenbeinküste: In der Elfenbeinküste tritt ein Amnestiegesetz in Kraft.
- Italien: Ein italienisches Labor gibt die Geburt des ersten geklonten Pferdes, Prometea, bekannt.

### Donnerstag, 7. August 2003
- Indonesien: Ein indonesisches Gericht verurteilt Amrozi bin Nurhasyim zum Tod durch Erschießen wegen dessen Beteiligung an den Terroranschlägen auf Bali.
- Obrigheim/Deutschland: Wegen der Hitzewelle wird das Kernkraftwerk Obrigheim in Baden-Württemberg vorübergehend komplett abgeschaltet.
- Vereinigte Staaten: Vertreter des US-Verteidigungsministeriums bestätigen den Einsatz von „MK-77-Feuerbomben“ im Irakkrieg. Sie sollen eine ähnliche Wirkung wie Napalm-Bomben haben, jedoch eine andere chemische Zusammensetzung.

### Freitag, 8. August 2003
- Berlin/Deutschland: Kanzleramt und Verteidigungsministerium einigen sich auf die Ausweitung des Afghanistan-Einsatzes. Die Bundeswehr soll für Wiederaufbauarbeiten in die Stadt Kundus (ca. 200 Kilometer nordwestlich von Kabul) entsandt werden.
- Perl/Deutschland, Spanien: Im Ortsteil Nennig der Gemeinde Perl im Saarland misst der Wetterdienst Meteomedia mit 40,3 °C die bislang höchste Temperatur in Deutschland, eine Anerkennung durch den Deutschen Wetterdienst steht noch aus. In Andalusien werden 49 °C gemessen, auf Mallorca führt die Hitzewelle zu schweren Waldbränden.
- Yaren/Nauru: René Harris wird in Personalunion Staatspräsident, Regierungschef und Außenminister des Pazifikstaates Nauru.

### Samstag, 9. August 2003
- Irak: Der frühere irakische Innenminister Mahmud Dhijab el Ahmad hat sich den amerikanischen Behörden im Irak gestellt. Er war die Nummer 29 auf der Liste der meistgesuchten Iraker.
- Karatschi/Pakistan: Bei einem Überfall auf einen Lastwagen werden fünf Männer erschossen. Die Polizei vermutet einen terroristischen Hintergrund.
- Kalifornien/Vereinigte Staaten: Der österreichische Filmschauspieler Arnold Schwarzenegger kandidiert offiziell bei den kommenden Wahlen zum Gouverneur in Kalifornien, die am 7. Oktober stattfinden.

### Sonntag, 10. August 2003
- Frankreich: Über 100.000 Menschen versammeln sich auf der Larzac-Hochebene im Süden Frankreichs zu einer Protestveranstaltung gegen den WTO-Gipfel im mexikanischen Cancun.
- London/Vereinigtes Königreich: Angesichts der zunehmenden Terrorgefahr gilt für die Londoner Polizei in Bezug auf mögliche Selbstmordattentäter der „Shoot-on-sight“-Befehl, d. h., dass bei unmittelbarem Tatverdacht von der Schusswaffe Gebrauch gemacht wird. Diese Anordnung ist später mitverantwortlich für die Erschießung von Jean Charles de Menezes am 22. Juli, nachdem es am 7. Juli 2005 zu schweren Anschlägen gekommen war.

### Montag, 11. August 2003
- Monrovia/Liberia: Präsident Charles Taylor tritt nach wochenlangen Kämpfen um die liberianische Hauptstadt Monrovia zurück und besteigt ein Flugzeug, das ihn ins Exil nach Nigeria bringt. Neuer Staatschef wird der bisherige Vizepräsident Moses Blah.
- Traiskirchen/Österreich: Bei der bislang größten Massenschlägerei im Flüchtlingslager der Stadt kommt ein Mensch ums Leben.
- Schweiz: In Grono im Kanton Graubünden wurde der höchste Temperaturwert seit Messbeginn in der Schweiz gemessen: 41,5 °C. Der ehemalige Rekord vom 2. Juli 1952 mit 39,0 °C in Basel wurde damit massiv überschritten.

### Dienstag, 12. August 2003
- Tel Aviv/Israel: Zwei Selbstmordattentate der palästinensischen Terrorgruppen Hamas und der al-Aqsa-Märtyrerbrigaden in einem Einkaufszentrum beenden die Waffenruhe, die seit Anfang Juli gilt. Zwei israelische Jugendliche werden getötet und dreizehn Menschen verletzt.
- Weltweit: Ein Computerwurm, der einen Fehler im RPC/DCOM-Dienst der Microsoft-Betriebssysteme Windows 2000 und XP ausnutzt, verbreitet sich mit großer Geschwindigkeit im Internet. Der Antivirensoftware-Hersteller Symantec tauft ihn „W32.Blaster“, McAfee nennt ihn „W32.Lovsan“.[2]

### Mittwoch, 13. August 2003
- Deutschland, Frankreich, Portugal: Das Hochdruckgebiet Michaela führt erneut zu Rekordwerten: In der Nacht von Dienstag auf Mittwoch werden bei Neustadt an der Weinstraße 27,6 °C Minimaltemperatur gemessen. Nach Angaben des Deutschen Wetterdienstes war dies die heißeste Nacht in Deutschland seit Beginn der Wetteraufzeichnungen. Auch im übrigen Europa sorgte Michaela für hohe Temperaturen. In Frankreich starben aufgrund der Hitzewelle mehr als 3.000 Menschen. Bei Waldbränden in Portugal wurden bis Mittwoch mehr als 200 km² Wald vernichtet.
- Deutschland: Das Bundeskabinett beschließt das Vorziehen der 3. Stufe der Steuerreform sowie die Zusammenlegung von Arbeitslosenhilfe und Sozialhilfe. Von der Opposition werden die Reformvorhaben kritisiert.

### Donnerstag, 14. August 2003
- Kanada, Vereinigte Staaten: An der Ostküste des nordamerikanischen Festlands fällt am Nachmittag der Strom aus. Davon sind u. a. die Städte Detroit, Cleveland, New York City und Toledo in den USA sowie Ottawa und Toronto in Kanada betroffen. Das Netz des Stromversorgers wurde in einer Kettenreaktion automatisch wegen Überlastung abgeschaltet. Etwa 50 Millionen Menschen in einem Gebiet, das größer als die Fläche Deutschlands ist, sind von dem Ausfall betroffen. Es war nach 1965 und 1977 der dritte derartige Zwischenfall in den USA, Kanada ist nach 1965 zum zweiten Mal betroffen.
- Monrovia/Liberia: Westafrikanische Friedenstruppen übernehmen die Kontrolle des Hafens der liberianischen Hauptstadt.
- Deutschland: Das Tiefdruckgebiet Lothar bringt Deutschland die seit langem erwartete Abkühlung. Die Temperaturen sinken im Mittel um ca. 10 Grad. Regen bleibt jedoch in weiten Teilen Deutschlands aus, so dass weiterhin höchste Waldbrandgefahr herrscht.

### Freitag, 15. August 2003
- Israel: Premierminister Ariel Scharon ordnet die Freilassung von 73 palästinensischen Gefangenen an. Die Freilassung war nach den Selbstmordattentaten palästinensischer Terrorgruppen am 12. August kurzfristig ausgesetzt worden.
- Paraguay: Nicanor Duarte Frutos wird neuer Staatspräsident Paraguays. Er tritt die Nachfolge von Luis Ángel González Macchi an.

### Samstag, 16. August 2003
- Redmond/Vereinigte Staaten: Der Soft- und Hardwarehersteller Microsoft wehrt eine Großattacke des Computerwurms Lovesan, auch bekannt unter dem Namen „MS Blast“, auf seine Update-Rechner ab.[3]

### Sonntag, 17. August 2003
- Bagdad/Irak: US-amerikanische Soldaten erschießen Mazen Dana, einen Kameramann der Nachrichtenagentur Reuters, weil sie seine Kamera für einen Granatwerfer gehalten hatten. Das ist der 17. tote Journalist seit Kriegsbeginn.

### Montag, 18. August 2003
- Mali: Die letzten 14 entführten Sahara-Touristen sind frei. Die Urlauber waren im Februar 2003 von algerischen Terroristen bei der Gräberpiste entführt worden. Die Geiseln sollen im Laufe des Dienstag nach Deutschland ausgeflogen werden. 19 Geiseln wurden bereits im Mai von der algerischen Armee befreit, dabei wurden viele Entführer getötet.
- Frankreich: Die Hitzewelle der vergangenen Wochen hat in Frankreich doch mehr Todesopfer gefordert, als ursprünglich angenommen. Die genaue Zahl wird zwar erst in einigen Wochen feststehen, die Behörden gehen aber mittlerweile von 5.000 Opfern aus.
- Vereinigte Staaten: Ein Heckenschütze erschoss in der letzten Woche in der Nähe von Charleston (West Virginia) drei Menschen mit einer kleinkalibrigen Waffe. Vor einem Jahr bereits versetzten zwei Heckenschützen die Umgebung um Washington, D.C. in Angst und Schrecken, die Polizei befürchtet nun einen Nachahmungstäter.

### Dienstag, 19. August 2003

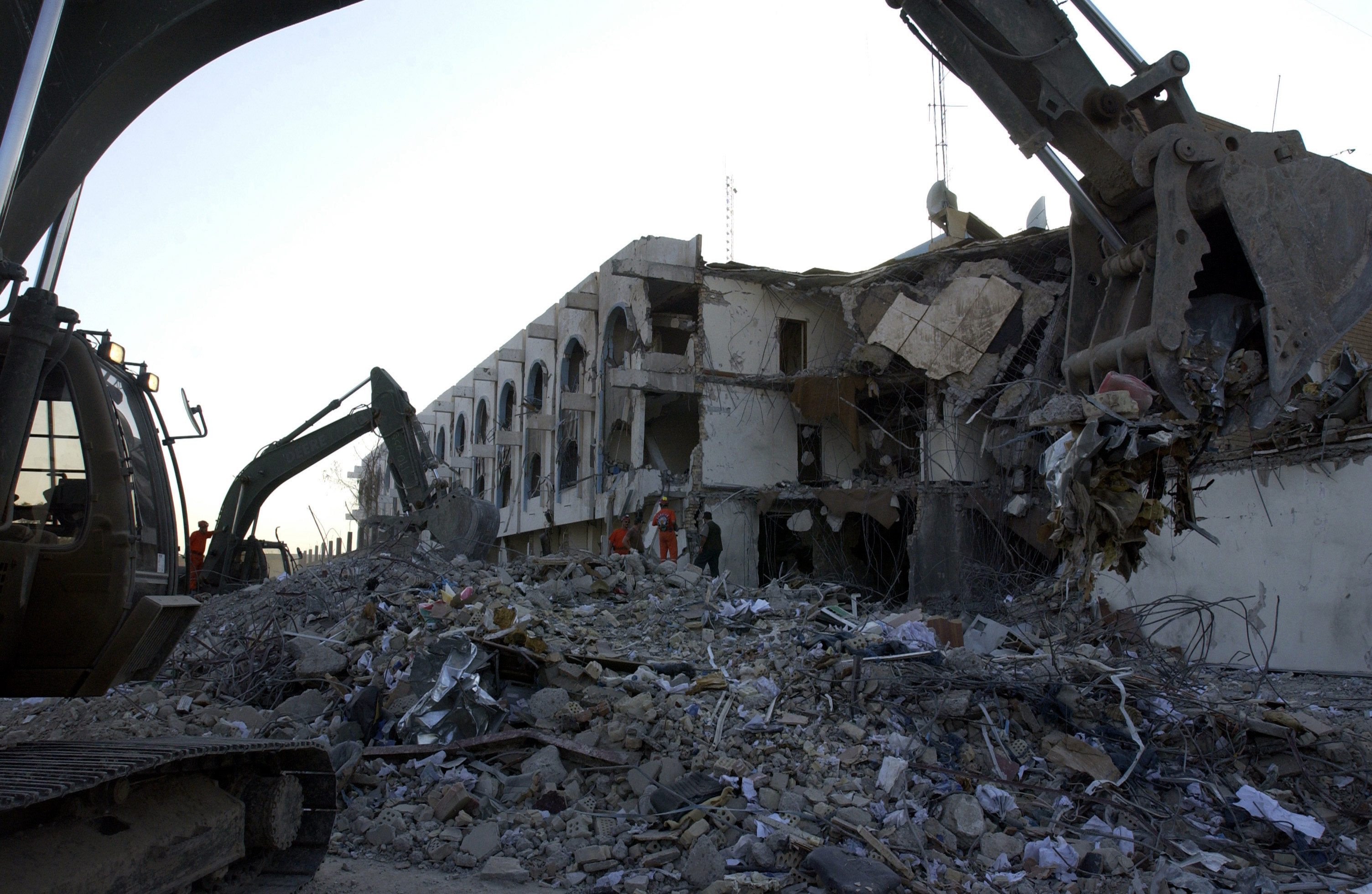
Aufräumarbeiten am Canal Hotel in Bagdad am 22. August

- Bagdad/Irak: Bei einem Bombenanschlag auf das Canal Hotel, das Hauptquartier der Vereinten Nationen (UN) im Irak, sterben 23 Menschen. Zu den Toten zählt der UN-Sonderbeauftragte für den Irak Sérgio Vieira de Mello aus Brasilien.[4]
- Hamburg/Deutschland: Hamburgs Bürgermeister Ole von Beust (CDU) entlässt wegen dessen mangelnder „charakterlicher Eignung“ seinen Stellvertreter, den Innensenator Ronald Schill von der Schill-Partei Rechtsstaatlicher Offensive, sowie den unter öffentlichen Druck geratenen Innenstaatsrat Walter Wellinghausen (Schill-Partei). Schill kündigt an, der Politik den Rücken zu kehren.[5]
- Jerusalem/Israel: Bei einem Selbstmordattentat in einem vollbesetzten Bus finden 20 Menschen, darunter sechs Kinder, den Tod. Zwei weitere Menschen sterben später im Krankenhaus an ihren Verletzungen. Die Terrororganisationen Hamas und Dschihad bekennen sich zu dem Anschtlag. Israel setzt nun den Beginn des Friedensprozesses mit der politischen Vertretung der Palästinenser aus.

### Mittwoch, 20. August 2003
- Frankreich: Während der Hitzewelle sind in Frankreich nach einer Hochrechnung der Bestattungsdienste rund 10.400 Menschen mehr gestorben als für die Jahreszeit üblich. Anfang der Woche hatte Gesundheitsminister Jean-François Mattei eine Zahl von 5000 Hitzetoten für „plausibel“ erklärt, ohne zunächst amtlich bestätigte Angaben vorzulegen. Unklar ist, ob die Situation des französischen Gesundheitswesen ausschlaggebend war oder die Behandlung älterer Menschen durch ihre Familien in der Ferienzeit.

### Donnerstag, 21. August 2003
- Israel, Palästinensische Autonomiegebiete: Israelische Truppen töten den führenden Hamas-Aktivisten Ismail Abu Schanab durch einen Raketenangriff auf Gaza; außerdem werden, als Antwort auf ein palästinensisches Selbstmordattentat in Jerusalem, Panzer in die West-Bank-Städte Hebron, Nablus und Tulkarem geschickt. Hamas und Islamischer Dschihad erklären die Waffenruhe mit Israel für beendet.

### Freitag, 22. August 2003
- Israel: Einem Bericht der Zeitung Ha'aretz zufolge hat die israelische Polizei Mitglieder einer extremistischen jüdischen Bürgerwehr festgenommen. Die Gruppe soll für Anschläge verantwortlich sein, die 8 Palästinenser getötet und 20 verletzt haben. Zudem soll ein Anschlag auf eine palästinensische Grundschule geplant worden sein.

### Samstag, 23. August 2003
- Berlin/Deutschland: In Berlin fand die Hanfparade statt. Die zehntausenden Teilnehmer konnten Rednern wie Hans-Christian Ströbele (Grüne) und Freke Over (PDS) zuhören. Demonstriert wurde für eine Legalisierung der Droge als Genussmittel und Rohstoff. Über den Nutzen von Hanf wurden die Besucher auch informiert.
- Brasilien: Auch der dritte Versuch Brasiliens, eine Rakete vom Typ VLS-1 ins All zu schicken, scheiterte 3 Tage vor dem geplanten Start. Mindestens 21 Menschen kamen ums Leben.
- Donauwörth/Deutschland: Beim Zusammenprall zweier Kleinflugzeuge kamen sechs Menschen ums Leben.
- Irak: Vier Tage nach dem Anschlag auf das UN-Gebäude in Bagdad nahm die UN wieder ihre Arbeit im unruhigen Irak auf.

### Sonntag, 24. August 2003
- Deutschland: In Sachsen-Anhalt kam es am Morgen zu einem schweren Busunglück. Der Reisebus kam von der Straße ab und überschlug sich. 5 Fahrgäste kamen ums Leben, die anderen 17 Insassen, darunter der Fahrer, wurden schwer verletzt.
- Hamburg/Deutschland: Im Vorfeld der Partie des Hamburger SV gegen den FC Bayern München wird das 40-jährige Bestehen der Fußball-Bundesliga gefeiert.[6]
- Israel, Palästinensische Autonomiegebiete: Die Gewalt im Nahen Osten eskalierte weiter. Eine Qassam-2-Rakete wurde aus dem Gaza-Streifen nach Israel abgeschossen. Verletzt wurde niemand. Als Vergeltung wurde am Abend ein Hubschrauberangriff auf Gaza-Stadt durchgeführt. Dabei wurde ein Auto beschossen, vier Menschen kamen ums Leben, zwei davon Hamas-Mitglieder.
- Mailand/Italien: Die diesjährigen Ruder-Weltmeisterschaften beginnen.
- Türkei: Im Norden der Türkei kam es zu einem schweren Busunglück. Dabei kamen 19 Menschen ums Leben. Vermutlich war ein Bremsdefekt die Ursache.

### Montag, 25. August 2003
- Cape Canaveral/Vereinigte Staaten: Start des Spitzer-Weltraumteleskops unter der Bezeichnung SIRTF. Es erforscht den Weltraum im Infrarot-Spektrum.
- Indien: In Bombay explodieren gleichzeitig vier Bomben. 50 Menschen werden getötet, 150 verletzt.
- Ruanda: Ex-Rebellenchef Paul Kagame, amtierender Präsident, gewinnt die erste Wahl nach dem Bürgerkrieg mit 94 % der Stimmen. Kritiker werfen ihm Wahlbetrug vor.

### Dienstag, 26. August 2003
- Vereinigte Staaten: Der Abschlussbericht zum Shuttle-Unglück der Raumfähre Columbia am 1. Februar kommt zu dem Ergebnis, dass nach dem Start abfallender Schaumstoff für die Katastrophe, die 7 Besatzungsmitglieder das Leben gekostet hatte, verantwortlich war; zugleich werden aber auch schwere Schwächen im allgemeinen Management der NASA kritisiert.

### Mittwoch, 27. August 2003
- Brüssel/Belgien: Im Vorfeld der Abstimmung im Europaparlament über die Einführung von Software-Patenten am 1. September finden heute Proteste von Aktivisten aus der Open-Source- bzw. Freie-Software-Szene statt. Die vom FFII und Eurolinux organisierte Demonstration in Brüssel wird begleitet von einer Online-Demo, bei der zahlreiche Projekte ihre Homepage gegen eine Protestseite ausgetauscht haben.[7]
- Mars: Der Mars erreicht mit 55,758 Mio. km die erdnächste Position seit fast 60.000 Jahren.
- Nepal: Die maoistische Führung kündigt den Waffenstillstand in Nepal.

### Donnerstag, 28. August 2003
- Vereinigtes Königreich: Der Südosten des Landes inklusive der Hauptstadt London wurden eine Stunde lang von einem Stromausfall lahmgelegt. Große Teile des U-Bahn-Netzes fielen aus.

### Freitag, 29. August 2003
- Berlin/Deutschland: Regierungskreise bestätigen, dass Joschka Fischer nun doch nicht für das Amt des EU-Außenministers antreten will. Stattdessen gaben er und Gerhard Schröder bekannt, 2006 noch einmal als Bundeskanzler und Außenminister zu kandidieren. Dafür gab es Kritik von der Opposition.
- Gaza/Palästinensische Autonomiegebiete: Die Autonomiebehörde lässt Bankkonten von Terrorgruppen und deren Tarnorganisationen schließen.
- Irak: In der südirakischen Stadt Nadschaf wurde ein Anschlag mit einer Autobombe verübt. Dabei starben mindestens 125 Menschen, über 200 wurden verletzt. Eines der Opfer war der Schiitenführer Muhammad Baqir al-Hakim.
- Vereinigtes Königreich: Der Kommunikationschef der britischen Regierung, Alastair Campbell, ist zurückgetreten. Er war wegen der Affäre um das umstrittene Irak-Dossier und den Tod von David Kelly unter Druck geraten.

### Samstag, 30. August 2003
- Berlin/Deutschland: Bündnis 90/Die Grünen-Chefin Angelika Beer spricht sich erstmals für einen Bundeswehr-Einsatz unter UNO-Mandat im Irak aus.
- Vereinigtes Königreich: Wie der Observer berichtet, hat der Waffenexperte David Kelly unmittelbar vor dem Beginn des Irakkriegs einen Artikel verfasst, in dem er den Krieg aufgrund der irakischen Bedrohung durch Massenvernichtungswaffen als „womöglich unvermeidbar“ bezeichnet hat.

### Sonntag, 31. August 2003
- Anniston/Vereinigte Staaten: Die US-Armee hat im Stützpunkt Anniston in Alabama 2.000 l Saringas verbrannt. Erstmals findet damit die Vernichtung von Nervenkampfstoffen in dicht besiedelten Regionen statt. Bei den bisherigen Anlagen auf dem Johnston-Atoll bei Hawaii und in der Wüste von Utah kam es bisher zu 14 Zwischenfällen, bei denen Giftgas freigesetzt wurde.
- Bagdad/Irak: Tausende Iraker nehmen an den Beerdigungsfeierlichkeiten für den zwei Tage zuvor durch eine Autobombe getöteten Schiitenführer Muhammad Baqir al-Hakim teil.
- Frankfurt am Main/Deutschland. Bei den Wahlen zum IG-Metall-Vorstand erhalten die Kandidaten Jürgen Peters und Berthold Huber nur rund zwei Drittel der Stimmen.
- Irak: Um der schwierigen Sicherheitslage im Irak Herr zu werden, planen die USA den Aufbau einer irakischen militärischen Eingreiftruppe. Diese soll zumindest teilweise dann selbst die Sicherheit garantieren.
- Israel, Palästinensische Autonomiegebiete: Nachdem die israelische Zeitung Ma'ariv ein Kartenspiel mit den wichtigsten palästinensischen Politikern veröffentlichte, zogen militante Palästinenser nach und veröffentlichten eine Tötungsliste mit israelischen Politikern in Form eines Kartenspiels. Das Bild des bei einem Anschlag 2001 verstorbenen ehemaligen Tourismusministers Rechaw’am Ze’ewi ist durchgestrichen. Beide Veröffentlichungen haben das US-amerikanische Kartenspiel mit den 55 meistgesuchten Irakern als Vorbild.
- Republik Kongo: Im Nordosten der Republik Kongo kam es zu einem Massaker. Mehr als 200 Einwohner der Stadt Fataki wurden getötet, 140 entführt. Tausende sind auf der Flucht.
- Sardinien/Italien: Der Präsident des Ministerrats Silvio Berlusconi vereinbart mit dem Präsidenten Russlands Wladimir Putin eine engere Zusammenarbeit zwischen Italien und Russland. Auch im Militärbereich soll es Kooperationen geben, so ein gemeinsames Marinemanöver und die Entwicklung eines Kampfflugzeugs. Ein weiterer Gesprächspunkt ist die Zukunft Iraks, beide Länder sprechen sich für die Entsendung einer internationalen Friedenstruppe aus.
- Taiwan: Bei einem Hochhausbrand kommen nahe der Hauptstadt Taipeh 13 Menschen ums Leben, 70 weitere Personen werden verletzt. Eine Frau im Erdgeschoss übergoss sich nach einem Ehestreit mit Terpentin und zündete sich selbst an. Die Flammen breiteten sich über das Treppenhaus aus, einige Bewohner stürzten beim Versuch, sich über die Fenster abzuseilen, in die Tiefe.[8]

## Weblinks

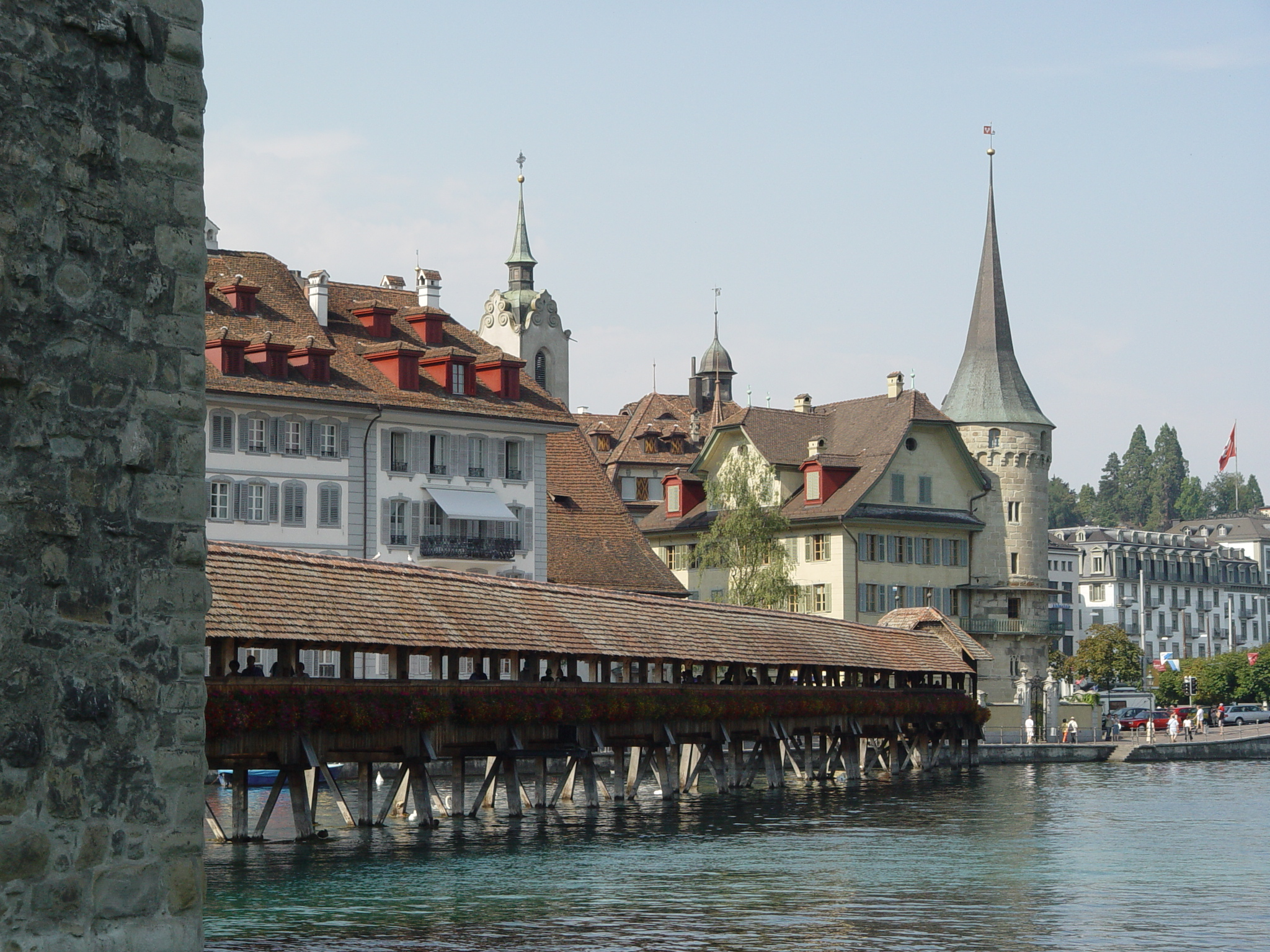
Kanton Luzern im August 2003